# Balafotio
Balafotio (ou Balafotieu) est une localité du Cameroun située dans le département des Bamboutos et la Région de l'Ouest. C'est un village bamiléké qui fait partie de l'arrondissement de Batcham et du groupement Bangang.

## Chefferie traditionnelle
La localité est le siège d'une chefferie traditionnelle de 3e degré du groupement de Bangang.

## Population
En 1967, Balafotio comptait 352 habitants. Lors du recensement de 2005, on y a dénombré 575 personnes.